# 27-я кавалерийская дивизия (СССР)
27-я кавалерийская дивизия — воинское соединение Вооружённых Сил СССР во Второй мировой войне.

## История дивизии
Формирование дивизии начато в Московском военном округе, в городе Ростове Ярославской области, в июле 1941 года.
В составе действующей армии во время Великой Отечественной войны с 7 сентября 1941 года по 18 марта 1942 года.
Первый бой дивизия, выдвинувшись из района Оломны, приняла в районе Погостья 13 сентября 1941 года, была вынуждена отойти по дороге на Оломну и занять оборонительный рубеж. Через несколько дней дивизия вновь сумела выбить противника из Погостья и вновь была выбита. Только 4 октября 1941 года при поддержке танков 9-й танковой бригады совместными усилиями 311-й стрелковой дивизией удалось опять отбить станцию. 16 октября 1941 года дивизия отбила первые атаки немецких войск в ходе их наступления, а 17 октября 1941 года дивизия была снята с позиций и переброшена на тихвинское направление (первоначально планировалось её использование в районе Оскуя, была переподчинена 52-й армии, затем снова возвращена 4-й армии и фактически первые дни немецкого наступления находилась в марше, сначала на юг, затем на восток, затем на север).
Вступила в бои 21—22 октября 1941 года с частями 20-й моторизованной дивизии, нанося контрудар, сумела отбить Стеремно и половину Рогачей, втянулась в бои, но под угрозой окружения вынуждена была отойти на восточный берег реки Шарья, ведёт бои в населённом пункте Отока, вынуждена была оставить и его.
24 октября 1941 года заняла позиции в районе Гремячево южнее Будогощи, ведёт бои там, а 29 октября 1941 года остатки дивизии были выведены в тыл, в Бокситогорск. 3 ноября 1941 года разрозненными остатками заняла позиции в районе Воложбы у Городища.
Подразделения дивизии в ноябре 1941 года сумели перехватить шоссейную дорогу Тихвин — Мелегежская Горка, которая могла бы служить приличной коммуникацией для войск противника, и сумели её удержать вплоть до окончания операции. Ведёт бои юго-западнее Тихвина вплоть до отвода войск противника из города, после чего приступила к преследованию в общем направлении на Будогощь, так на 15 декабря 1941 года преследует отходящего противника в направлении Матвеевская, Харчевня, Ругуй и вдоль железной дороги от Ситомли на Будогощь
В конце декабря 1941 года остатки дивизии, вышедшие в район Киришей были переданы в оперативное подчинение в только что прибывшую 80-ю кавалерийскую дивизию, перед которой была 31 декабря 1941 года поставлена задача наступать в направлении Березовик, Липовик и к утру 1 января 1942 года занять Липовик, имея в виду выход в район Рамцы для дальнейших действий на Любань.
На 1 января 1942 года вместе с 1-й гренадёрской бригадой, ведёт бой на рубеже реки Посолка, вследствие сильного огня противника из района станции Тигода продвинуться не смогла, на 2 января 1942 года пыталась вести наступление на западный берег Волхова, имея задачей овладеть рубежом западнее реки в 4 километрах (Велия) и в дальнейшем наступать на Жар, однако была отброшена на восточный берег Волхова, потеряв 82 человека. Уже 4 января 1942 года из боёв выведена и встала на оборону восточного берега Волхова.
Приказом Ставки ВГК № 0043 от 3 марта 1942 года дивизия приступила к расформированию, которое закончилось 18 марта 1942 года. Остатки дивизии переданы на пополнение частей 13-го кавалерийского корпуса

## Подчинение
| Дата                  | Фронт (округ)            | Армия               | Корпус (группа)           | Примечания |
| --------------------- | ------------------------ | ------------------- | ------------------------- | ---------- |
| 01 августа 1941 года  | Московский военный округ | -                   | -                         | -          |
| 01 сентября 1941 года | Московский военный округ | -                   | -                         | -          |
| 01 октября 1941 года  | -                        | 4-я отдельная армия | -                         | -          |
| 01 ноября 1941 года   | -                        | 4-я отдельная армия | -                         | -          |
| 01 декабря 1941 года  | -                        | 4-я отдельная армия | -                         | -          |
| 01 января 1942 года   | Волховский фронт         | 4-я армия           | -                         | -          |
| 01 февраля 1942 года  | Волховский фронт         | -                   | 13-й кавалерийский корпус | -          |
| 01 марта 1942 года    | Волховский фронт         | -                   | 13-й кавалерийский корпус | -          |

## Состав
- 101-й кавалерийский полк
- 106-й кавалерийский полк
- 109-й кавалерийский полк
- сводный кавалерийский полк (с 09.02.1942)
- 85-й отдельный лыжный батальон (с 27.12.1941)
- 839-я кабельно-шестовая рота
- 44-й конно-артиллерийский дивизион
- 44-й артиллерийский парк
- 19-й отдельный полуэскадрон связи
- 35-й медико-санитарный эскадрон
- 27-й отдельный эскадрон химической защиты
- 17-й продовольственный транспорт
- 101-й дивизионный ветеринарный лазарет
- 225-я (139-я) полевая почтовая станция
- 970-я полевая касса Госбанка

## Командиры
- Тимофеев, Григорий Тимофеевич, генерал-майор, с 10.07.1941 по 05.02.1942
- Власов, Яков Леонтьевич, подполковник, с 06.02.1942 по 18.03.1942[2]